# Los Álamos, Celaya
Los Álamos är en ort i Mexiko.   Den ligger i kommunen Celaya och delstaten Guanajuato, i den centrala delen av landet, 200 km nordväst om huvudstaden Mexico City. Los Álamos ligger 1 813 meter över havet och antalet invånare är 161.
Terrängen runt Los Álamos är kuperad åt nordost, men åt sydväst är den platt. Runt Los Álamos är det ganska tätbefolkat, med 104 invånare per kvadratkilometer. Närmaste större samhälle är Celaya, 17,1 km norr om Los Álamos. I omgivningarna runt Los Álamos växer huvudsakligen savannskog.